# Симфония № 103 (Гайдн)
Симфония № 103 ми-бемоль мажор «С тремоло литавр» (H. 1/103) — одиннадцатая из двенадцати лондонских симфоний Йозефа Гайдна и предпоследняя в его творчестве. Премьера состоялась 2 марта 1795 года в Лондоне.
Симфония написана для парного состава оркестра (2 флейты, 2 гобоя, 2 кларнета, 2 фагота, 2 валторны, 2 трубы, литавры и струнные).
Название «С тремоло литавр» симфония получила благодаря вступлению к первой части. Темы симфонии близки народным немецко-австрийским и хорватским мелодиям.

## Композиция и премьера
Симфония представляет собой классический четырёхчастный сонатно-симфонический цикл.
I часть — Сонатное Allegro con spirito  (быстро, с воодушевлением), в сонатной форме.
II часть — Andante (неторопливо, с размышлением), двойные вариации.
III часть — Menuetto, танец сложная трёхчастная форма с трио.
IV часть — Allegro con spirito, рондо-соната. Быстрый финал.
Симфония №103 — одна из двенадцати симфоний, которые были написаны для концертов в Лондоне. Две поездки Гайдна в Англию (1791—1792, 1794—1795) были организованы импресарио Иоганном Петром Саломоном. Музыка Гайдна была хорошо известна в Англии задолго до того, как туда приехал композитор, и представители британской музыкальной общественности давно выражали желание, чтобы Гайдн посетил её. Прием композитора в Англии был очень восторженным. Симфонии №102, 103 и 104 были написаны для "Оперных концертов"  Дж. Виотти в Королевском театре.
Лондонские симфонии стали итогом симфонического творчества Гайдна. В них наиболее ярко выражены характерные черты классической симфонии — четырёхчастный сонатно-симфонический цикл с определёнными функциями каждой части, особенности строения, формы. Эти симфонии являются одной из вершин венской классической школы.
Премьера симфонии №103 состоялась 2 марта 1795 года. Оркестр был необычайно большим для того времени, он состоял примерно из 60 человек. Исполнение состоялось под руководством концертмейстера, скрипача Джованни Баттиста Виотти и Гайдна, который сидел за фортепиано. Премьера была, очевидно, успешной.
С момента премьеры симфония «С тремоло литавр» стала одной из самых популярных среди симфоний Гайдна. В 1831 году Рихард Вагнер аранжировал её для фортепиано.
Симфония длится около 30 минут.

## Первая часть
Первая часть начинается с медленного вступления. После тремоло литавр, напоминающего отдалённый раскат грома, звучит приглушённая, несколько таинственная тема вступления:
Вступление оттеняет весёлую подвижную музыку Allegro, в основе которого лежат две различные по характеру темы.
Тема главной партии сразу же вводит нас в атмосферу праздника. Она имеет танцевальный характер и изложена в основной тональности.
Сначала тема звучит тихо и легко у струнных инструментов, затем громко — у всего оркестра.
Тема побочной партии также в танцевальном характере. Для симфоний Гайдна не типичен резкий контраст между главной и побочной партиями (например, в Симфонии №104 ре мажор главная и побочная партии основаны на одном тематическом материале). Побочная партия отличается изяществом, лёгкостью звучания. Она изложена в тональности доминанты — си-бемоль мажор. Вальсовый аккомпанемент придает музыке большую мягкость, а звучность гобоя — новою окраску. Своим характером побочная партия близка венской уличной песенке:
Изложение двух различных по характеру тем составляет экспозицию сонатного allegro.
В разработке развиваются обе темы экспозиции и тема вступления. Главная партия проходит в разработке не целиком. Она дробится на мотивы, которые развиваются самостоятельно, что подчеркивает их контрастность. Дробление темы — один из наиболее существенных приёмов развития. Затем звучит тема вступления. Благодаря быстрому темпу она теряет свой сдержанный характер, включаясь в общее движение. Смена тональностей в процессе развития тем также является обязательным признаком разработки. Появляется побочная партия в ре-бемоль мажоре. Мелодия звучит у скрипок, которым вторит флейта. Таким образом, каждая из тем получает новое освещение — новую тональность и оркестровую окраску, обостряется различие между темами.
В репризе побочная партия звучит в основной тональности.
В коде появляется тема вступления в своём первоначальном виде. Такое обрамление придает произведению большую законченность и ярче оттеняет стремительное и жизнерадостное завершение первой части на мотивах главной партии.

## Вторая часть
После быстрой и веселой первой части вторая часть, Andante, вносит успокоение. Это вариации на две темы. Вариациями называется такая форма произведения, где в начале звучит тема, а затем она повторяется несколько раз в изменённом (варьированном) виде. Вариации на две темы называются двойными вариациями.
Первая тема взята Гайдном из народной хорватской песни. Тема повествовательного характера, она звучит неторопливо и спокойно у струнных инструментов. Её тональность — до минор.
Вторая тема написана в до мажоре. Она имеет маршевый, бодрый, волевой характер. К струнной группе присоединяются деревянные духовые и валторна:

Несмотря на различие между темами, их многое объединяет: квартовый затактовый ход, волнообразная мелодия, повышение 4 ступени (фа-диез вместо фа).
Затем следуют вариации, поочередно на первую и на вторую темы. Интересно, что вариации на минорную, распевную тему звучат все более напряженно, взволнованно, а вариации на маршевую мажорную тему приобретают черты мягкости, певучести. Таким образом, контраст, заложенный в темах, обостряется. Особенно это заметно в коде, где энергичный мотив второй темы звучит плавно и легко.

## Третья часть
В третьей части — менуэте — Гайдн сочетает изящество и гибкость, свойственны этому танцу, с подчеркнутым, чеканным ритмом — чертами, присущими его исполнению в народе:
В средней части, трио, полное звучание оркестра (tutti) сменяется плавным и мягким движением струнных инструментов:

## Финал
Финал возвращает нас к празднично-танцевальному настроению первой части.
В основе финала — быстрая танцевальная мелодия, близкая народной хорватской песне. Мелодия звучит у струнной группы оркестра на фоне золотого хода валторн, напоминающего призывный звук лесного охотничьего рога.

Подвижная и светлая основная тема чередуется с другими темами, близкими ей по характеру.
Такова симфония Гайдна «С тремоло литавр». Все 4 части симфонии тесно скреплены между собой праздничным настроем музыки, основу которой составляют танцевальные мелодии народного склада.